# Record du monde de natation dames du 200 mètres nage libre
Progression du record du monde de natation sportive dames pour l'épreuve du 200 mètres nage libre en bassin de 50 et 25 mètres.

## Bassin de 50 mètres
| Temps            | Athlète               | Naissance | Âge | Nationalité        | Compétition                       | Lieu          | Date               |
| ---------------- | --------------------- | --------- | --- | ------------------ | --------------------------------- | ------------- | ------------------ |
| 2 min 56 s 0     | Fanny Durack          | 1889      | 16  | États-Unis         |                                   | Manly         | 4 mars 1905        |
| 2 min 47 s 6     | Charlotte Boyle       |           |     | États-Unis         |                                   | New Brighton  | 25 août 1921       |
| 2 min 45 s 2     | Gertrude Ederle       | 1905      | 18  | États-Unis         |                                   | Brooklyn      | 4 avril 1923       |
| 2 min 40 s 6 (y) | Martha Norelius       | 1910      | 16  | États-Unis         |                                   | Miami         | 28 février 1926    |
| 2 min 34 s 6     | Helene Madison        | 1913      | 17  | États-Unis         |                                   | St. Augustine | 6 mars 1930        |
| 2 min 28 s 6     | Willy den Ouden       | 1918      | 15  | Pays-Bas           |                                   | Rotterdam     | 3 mai 1933         |
| 2 min 27 s 6 (y) | Willy den Ouden       | 1918      | 16  | Pays-Bas           |                                   | Durdee        | 5 mai 1934         |
| 2 min 25 s 3     | Willy den Ouden       | 1918      | 17  | Pays-Bas           |                                   | Copenhague    | 8 septembre 1935   |
| 2 min 24 s 6     | Rie Van Deen          |           |     | Pays-Bas           |                                   | Rotterdam     | 26 février 1938    |
| 2 min 21 s 7     | Ragnhild Hveger       | 1920      | 18  | Danemark           |                                   | Aarhus        | 11 septembre 1938  |
| 2 min 20 s 7     | Dawn Fraser           | 1937      | 19  | Australie          |                                   | Sydney        | 25 février 1956    |
| 2 min 19 s 3     | Lorraine Crapp        | 1938      | 18  | Australie          |                                   | Townsville    | 25 août 1956       |
| 2 min 18 s 5     | Lorraine Crapp        | 1938      | 18  | Australie          |                                   | Sydney        | 20 octobre 1956    |
| Nouvelles règles |                       |           |     |                    |                                   |               |                    |
| 2 min 17 s 7 (y) | Dawn Fraser           | 1937      | 21  | Australie          |                                   | Adélaïde      | 10 février 1958    |
| 2 min 14 s 7 (y) | Dawn Fraser           | 1937      | 21  | Australie          |                                   | Melbourne     | 22 février 1958    |
| 2 min 11 s 6 (y) | Dawn Fraser           | 1937      | 23  | Australie          |                                   | Sydney        | 27 février 1960    |
| 2 min 10 s 5     | Pokey Watson          |           |     | États-Unis         |                                   | Lincoln       | 19 août 1966       |
| 2 min 09 s 7     | Pam Kruse             |           |     | États-Unis         |                                   | Philadelphie  | 19 août 1967       |
| 2 min 09 s 5     | Sue Pedersen          |           |     | États-Unis         |                                   | Santa Clara   | 6 juillet 1968     |
| 2 min 08 s 8     | Edith Wetzel          |           |     | États-Unis         |                                   | Lincoln       | 2 août 1968        |
| 2 min 06 s 7     | Debbie Meyer          | 1952      | 16  | États-Unis         |                                   | Los Angeles   | 24 août 1968       |
| 2 min 06 s 5     | Shane Gould           | 1956      | 15  | Australie          |                                   | Londres       | 1er mai 1971       |
| 2 min 05 s 8     | Shane Gould           | 1956      | 15  | Australie          |                                   | Sydney        | 26 novembre 1971   |
| 2 min 05 s 21    | Shirley Babashoff     | 1957      | 15  | États-Unis         |                                   | Chicago       | 4 août 1972        |
| 2 min 03 s 56    | Shane Gould           | 1956      | 16  | Australie          | Jeux olympiques                   | Munich        | 1er septembre 1972 |
| 2 min 03 s 22    | Kornelia Ender        | 1958      | 16  | Allemagne de l'Est | Championnats d'Europe             | Vienne        | 22 août 1974       |
| 2 min 02 s 94    | Shirley Babashoff     | 1957      | 17  | États-Unis         | Championnats USA                  | Concord       | 23 août 1974       |
| 2 min 02 s 94    | Shirley Babashoff     | 1957      | 17  | États-Unis         | Championnats USA                  | Concord       | 31 août 1974       |
| 2 min 02 s 27    | Kornelia Ender        | 1958      | 17  | Allemagne de l'Est |                                   | Dresde        | 15 mars 1975       |
| 1 min 59 s 78    | Kornelia Ender        | 1958      | 18  | Allemagne de l'Est |                                   | Berlin        | 2 juin 1976        |
| 1 min 59 s 26    | Kornelia Ender        | 1958      | 18  | Allemagne de l'Est | Jeux olympiques                   | Montréal      | 22 juillet 1976    |
| 1 min 59 s 04    | Barbara Krause        | 1959      | 19  | Allemagne de l'Est | Championnats d'Allemagne de l'Est | Berlin-Est    | 2 juillet 1978     |
| 1 min 58 s 53    | Cynthia Woodhead      | 1964      | 14  | États-Unis         | Championnats du monde             | Berlin Ouest  | 22 août 1978       |
| 1 min 58 s 43    | Cynthia Woodhead      | 1964      | 15  | États-Unis         | Championnats Pan Amériques        | San Juan      | 3 juillet 1979     |
| 1 min 58 s 23    | Cynthia Woodhead      | 1964      | 15  | États-Unis         | Coupe FINA                        | Tokyo         | 3 septembre 1979   |
| 1 min 57 s 75    | Kristin Otto          | 1966      | 18  | Allemagne de l'Est | Championnats d'Allemagne de l'Est | Magdebourg    | 23 mai 1984        |
| 1 min 57 s 55    | Heike Friedrich       | 1970      | 16  | Allemagne de l'Est | Championnats d'Allemagne de l'Est | Berlin-Est    | 18 juin 1986       |
| 1 min 56 s 78    | Franziska van Almsick | 1978      | 16  | Allemagne          | Championnats du monde (f)         | Rome          | 6 septembre 1994   |
| 1 min 56 s 64    | Franziska van Almsick | 1978      | 24  | Allemagne          | Championnats d'Europe (f)         | Berlin        | 3 août 2002        |
| 1 min 56 s 47    | Federica Pellegrini   | 1988      | 19  | Italie             | Championnats du monde (d)         | Melbourne     | 27 mars 2007       |
| 1 min 55 s 52    | Laure Manaudou        | 1986      | 21  | France             | Championnats du monde (f)         | Melbourne     | 28 mars 2007       |
| 1 min 55 s 45    | Federica Pellegrini   | 1988      | 20  | Italie             | Jeux olympiques (s)               | Pékin         | 11 août 2008       |
| 1 min 54 s 82    | Federica Pellegrini   | 1988      | 20  | Italie             | Jeux olympiques (f)               | Pékin         | 13 août 2008       |
| 1 min 54 s 47    | Federica Pellegrini   | 1988      | 21  | Italie             | Championnats d'Italie (f)         | Riccione      | 8 mars 2009        |
| 1 min 53 s 67    | Federica Pellegrini   | 1988      | 21  | Italie             | Championnats du monde (d)         | Rome          | 28 juillet 2009    |
| 1 min 52 s 98    | Federica Pellegrini   | 1988      | 21  | Italie             | Championnats du monde (f)         | Rome          | 29 juillet 2009    |
| 1 min 52 s 85    | Mollie O'Callaghan    | 2004      | 19  | Australie          | Championnats du monde (f)         | Fukuoka       | 26 juillet 2023    |

## Bassin de 25 mètres
| Temps         | Athlète                    | Naissance | Âge | Nationalité | Compétition                | Lieu      | Date             |
| ------------- | -------------------------- | --------- | --- | ----------- | -------------------------- | --------- | ---------------- |
| 1 min 58 s 83 | Enith Brigitha             | 1955      | 21  | Pays-Bas    |                            | Brême     | 6 mars 1976      |
| -----         |                            |           |     |             |                            |           |                  |
| 1 min 55 s 84 | Franziska van Almsick      | 1978      | 15  | Allemagne   | Coupe du monde             | Beijing   | janvier 1993     |
| 1 min 55 s 42 | Claudia Poll               | 1972      | 23  | Costa Rica  |                            |           | 1995             |
| 1 min 54 s 17 | Claudia Poll               | 1972      | 25  | Costa Rica  | Championnats du monde      | Göteborg  | 18 avril 1997    |
| 1 min 54 s 04 | Lindsay Benko              | 1976      | 26  | États-Unis  | Championnats du monde (f)  | Moscou    | 7 avril 2002     |
| 1 min 53 s 29 | Lisbeth Lenton             | 1985      | 20  | Australie   | Coupe du monde             | Sydney    | 19 novembre 2005 |
| 1 min 53 s 18 | Coralie Balmy              | 1987      | 21  | France      | Championnats de France (f) | Angers    | 6 décembre 2008  |
| 1 min 51 s 85 | Federica Pellegrini        | 1988      | 20  | Italie      | Championnats d'Europe (f)  | Rijeka    | 14 décembre 2008 |
| 1 min 51 s 17 | Federica Pellegrini        | 1988      | 21  | Italie      | Championnats d'Europe (f)  | Istanbul  | 13 décembre 2009 |
| 1 min 50 s 78 | Sarah Sjöström             | 1993      | 21  | Suède       | Championnats du monde (f)  | Doha      | 7 décembre 2014  |
| 1 min 50 s 43 | Sarah Sjöström             | 1993      | 23  | Suède       | Coupe du monde             | Eindhoven | 12 août 2017     |
| 1 min 50 s 31 | Siobhán Bernadette Haughey | 1997      | 24  | Hong Kong   | Championnats du monde (f)  | Abou Dabi | 16 décembre 2021 |

## 200 yards nage libre
| Temps         | Athlète          | Naissance | Âge | Nationalité           | Compétition             | Lieu          | Date            |
| ------------- | ---------------- | --------- | --- | --------------------- | ----------------------- | ------------- | --------------- |
| 1 min 41 s 66 | Natalie Coughlin | 1982      | 25  | États-Unis California | Toyota grand prix       | Belmont Plaza | 14 janvier 2007 |
| 1 min 41 s 53 | Dana Vollmer     | 1987      | 22  | États-Unis California | Pacific 10 championship | Federal Way   | 25 février 2009 |
| 1 min 41 s 21 | Megan Romano     | 1991      | 21  | États-Unis Georgia    | Championnats NCAA       | Auburn        | 16 mars 2012    |
| 1 min 40 s 31 | Missy Franklin   | 1995      | 19  | États-Unis California | Championnats NCAA       | Minneapolis   | 21 mars 2014    |